# Whayne Wilson
Whayne Wilson (* 7. September 1975; † 18. Mai 2005) war ein costa-ricanischer Fußballspieler.
Wilson begann seine Profilaufbahn im Juli 2003 beim costa-ricanischen Erstligisten Ramonense. Im Juli 2004 wechselte der Stürmer zum Ligakonkurrenten CS Cartaginés und im Januar 2005 zu Brujas Escazú. Insgesamt bestritt er im Lauf seiner Karriere 75 Spiele in der Ersten Liga Costa Ricas.
Unter Nationaltrainer Alexandre Guimarães schaffte Wilson auch den Sprung in den Kader der costa-ricanischen Fußballnationalmannschaft. Mit ihr nahm er 2004 an der Copa América und an den Olympischen Sommerspielen in Athen teil. Wilson bestritt vier Länderspiele. Zuletzt wurde er in den Qualifikationsspielen zur Fußball-Weltmeisterschaft 2006 eingesetzt.
Whayne Wilson erlag am 18. Mai 2005 im Alter von 29 Jahren seinen Verletzungen, die er vier Tage zuvor erlitten hatte, als er auf der Verbindungsstraße zwischen San José und der Karibikküste mit seinem Wagen in einen Lkw raste.
| Personendaten    | Personendaten                    |
| ---------------- | -------------------------------- |
| NAME             | Wilson, Whayne                   |
| KURZBESCHREIBUNG | costa-ricanischer Fußballspieler |
| GEBURTSDATUM     | 7. September 1975                |
| STERBEDATUM      | 18. Mai 2005                     |